# Octav Băncilă
Octav Băncilă (ur. 4 lutego 1872 w Corni w okręgu Botoszany, zm. 3 kwietnia 1944 w Bukareszcie) – rumuński malarz.

## Życiorys
W wieku 4 lat został osierocony, był wychowywany przez znacznie starszą siostrę i jej męża. Skończył szkołę średnią i 1887-1893 studiował malarstwo w Jassach, a 1894-1898 w Monachium, później nauczał kaligrafii i sztuki w szkołach podstawowych. Będąc pod wrażeniem rewolucji 1905, zaangażował się w działalność w kółkach socjalistycznych. Wpływ na jego twórczość wywarło też zdławienie buntu chłopskiego w 1907. Tworzył w stylu realistycznym, malował portrety, pejzaże, martwe natury i sceny o tematyce społecznej (m.in. obraz Strajkujący z 1914). W 1916 został profesorem Szkoły Sztuk Pięknych w Jassach, którym pozostał do przejścia na emeryturę w 1937. Podczas I wojny światowej zaangażował się w ruch pacyfistyczny. Pod koniec życia stał się sympatykiem komunizmu, choć nie wstąpił do partii komunistycznej.

## Galeria

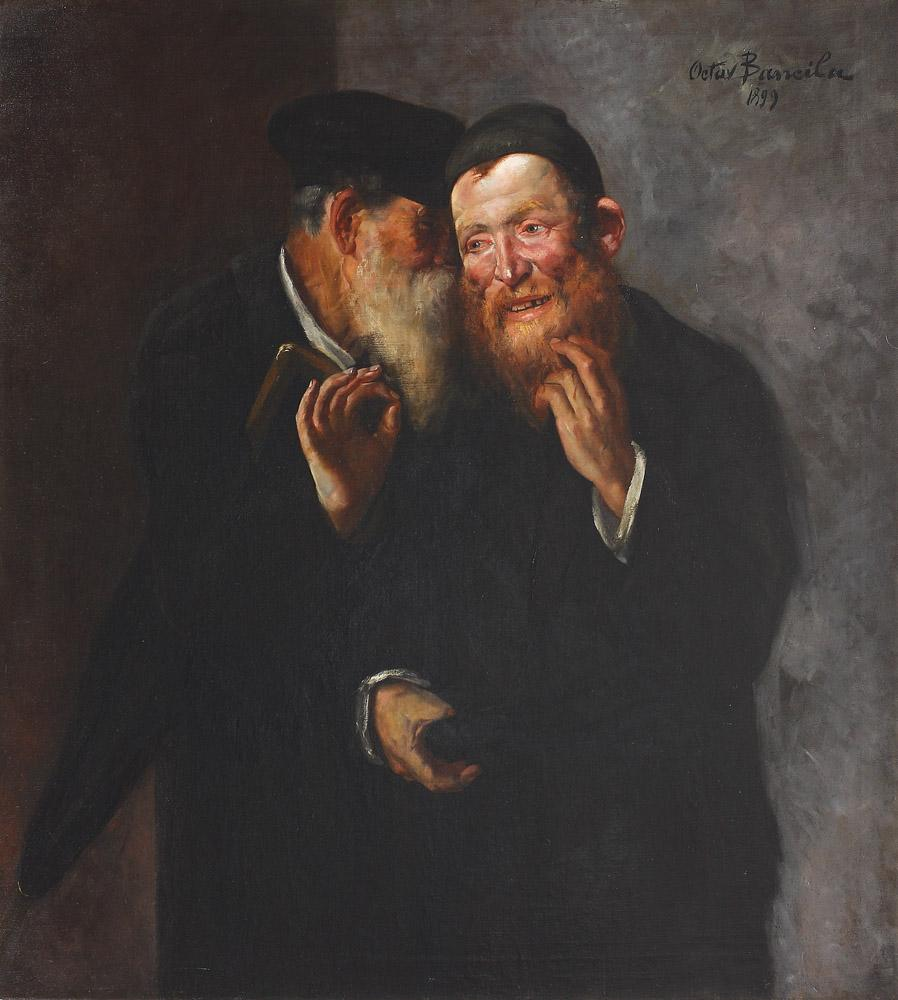
Dobry interes, 1899
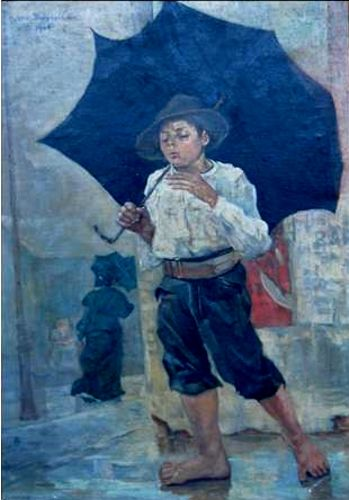
Dziecko z parasolem, 1906
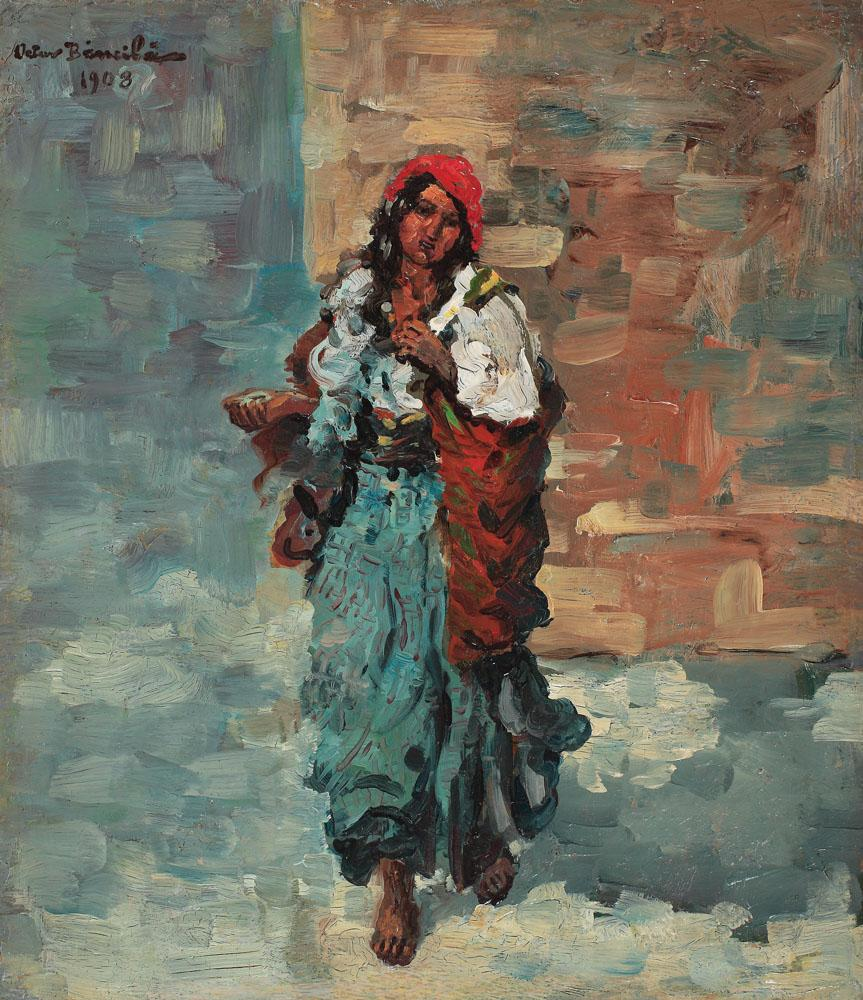
Romka z czerwoną chustą, 1908
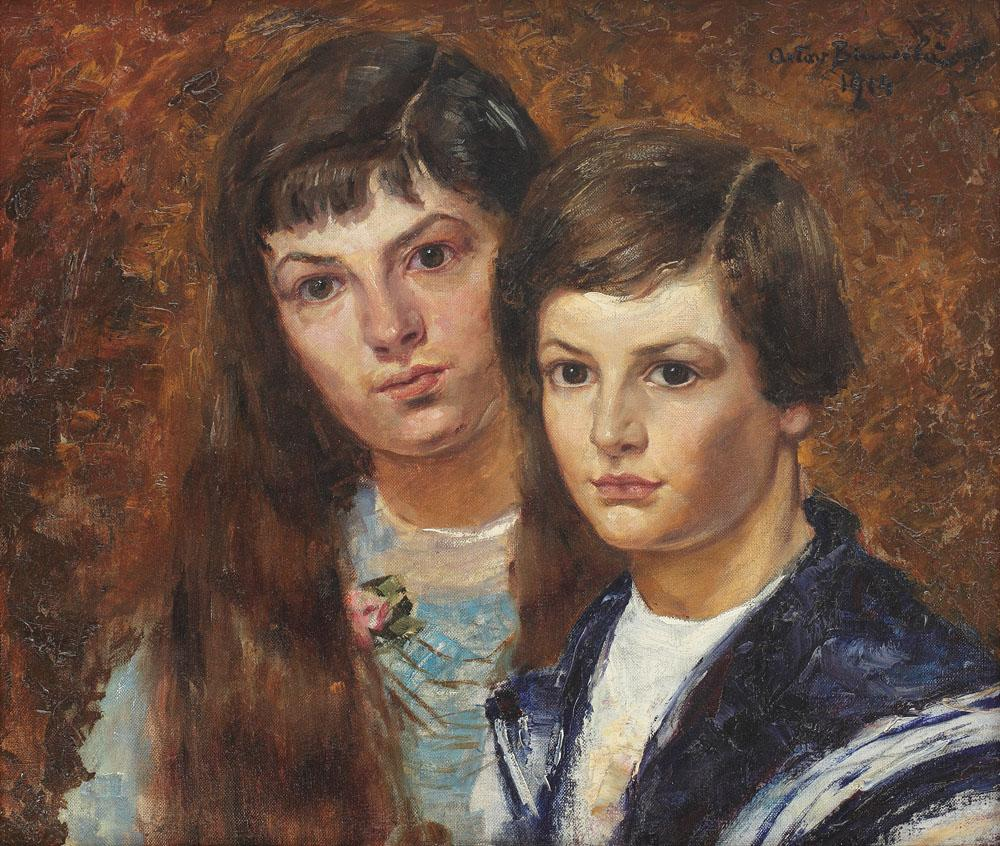
Dzieci malarza, 1914
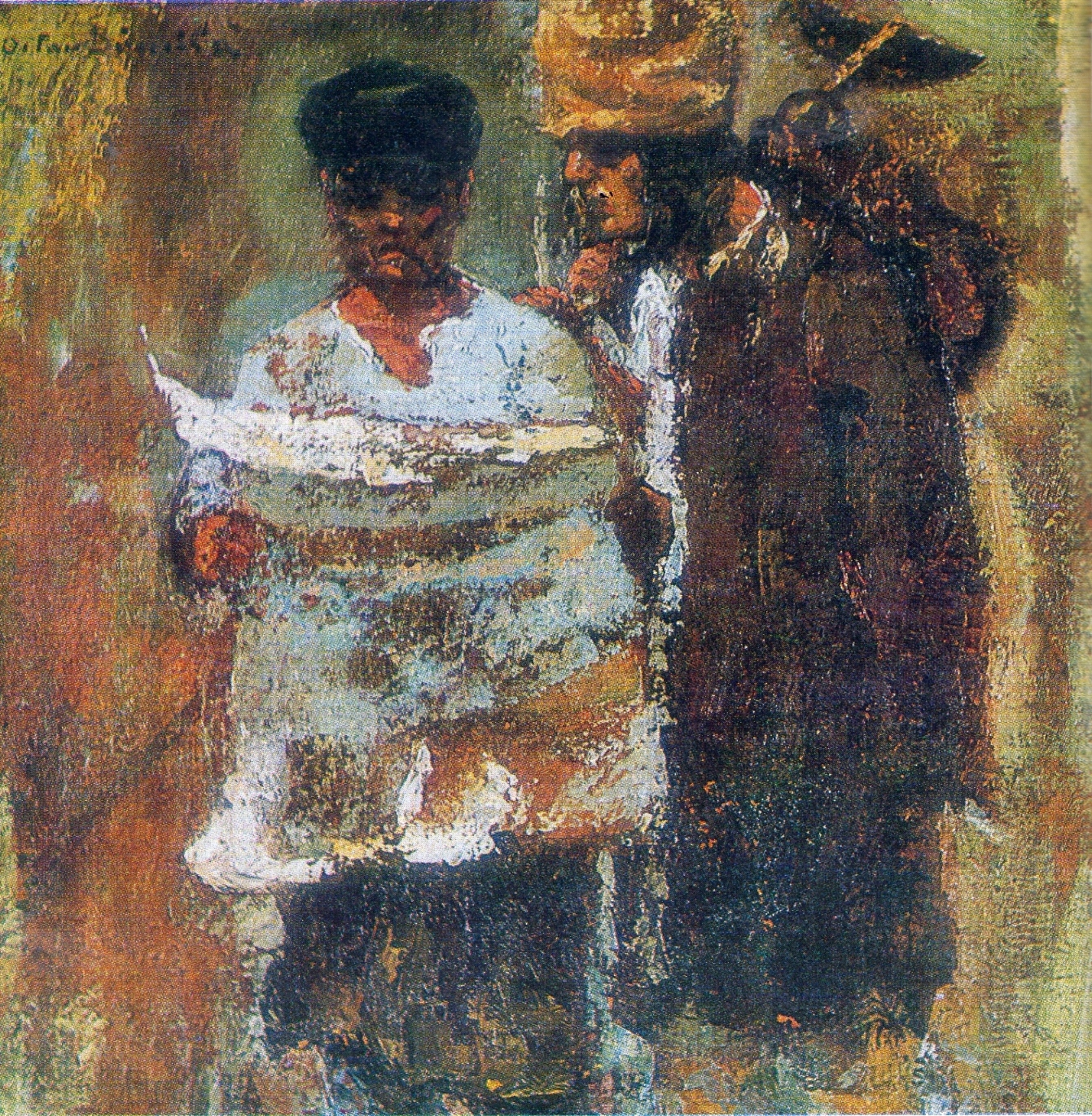
Robotnik i rolnik, 1925
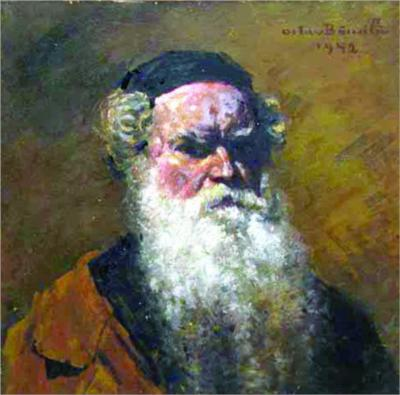
Autoportret, 1942